# Pietro Lagnese
Pietro Lagnese (Vitulazio, 9 de setembro de 1961) é um prelado italiano da Igreja Católica, arcebispo de Cápua e bispo de Caserta in persona episcopi.

## Biografia
Concluiu a sua formação no Seminário Maior de Capodimonte, em Nápoles, frequentando a Pontifícia Faculdade Teológica do Sul da Itália, Secção São Tomás, onde obteve a licenciatura em teologia sagrada.
Foi ordenado diácono em 21 de setembro de 1985 e recebeu a ordenação presbiteral em 1 de maio de 1986, ambas celebradas por Luigi Diligenza, arcebispo de Capua.
Como sacerdote foi pároco de Santa Maria dell'Agnena em Vitulazio (de 1987 até 2013), secretário do Sínodo Diocesano (1988-1993), padre espiritual do Seminário Maior de Capodimonte, além de membro do Colégio de Consultores e gerente regional de pastoral familiar.
Em 23 de fevereiro de 2013, foi nomeado pelo Papa Bento XVI como Bispo de Ischia, recebendo a ordenação episcopal no dia 1 de maio seguinte, na na frente do Centro Parrocchiale Santa Maria dell`Agnena de Vitulazio, do cardeal arcebispo de Nápoles, Crescenzio Sepe, coadjuvado por Armando Dini, arcebispo de Campobasso-Boiano e por Arturo Aiello, bispo de Teano-Calvi. Fez sua entrada solene em 11 de maio seguinte.
Em 19 de dezembro de 2020, foi transferido pelo Papa Francisco para a Diocese de Caserta, fazendo sua entrada solene em 20 de janeiro de 2021.
Em 11 de dezembro de 2023, o Papa Francisco o elevou ao posto de arcebispo da Arquidiocese de Cápua, mantendo a Sé de Caserta  in persona episcopi.
Na Conferência Episcopal Italiana é membro da Comissão Episcopal para os problemas sociais e o trabalho, a justiça e a paz. É também Bispo delegado para a família e a vida na Conferência Episcopal da Campânia.